# Coryphantha echinoidea
Coryphantha echinoidea är en kaktusväxtart som först beskrevs av Leopold Quehl, och fick sitt nu gällande namn av Nathaniel Lord Britton och Joseph Nelson Rose. Coryphantha echinoidea ingår i släktet Coryphantha, och familjen kaktusväxter. Inga underarter finns listade i Catalogue of Life.